# 2.º Ejército austrohúngaro
El 2.º Ejército (en alemán: k.u.k. 2. Armee), después designado Ejército del Este (en alemán: Ost-Armee), fue un nivel de mando de ejército de campo del Ejército austrohúngaro que estuvo activo durante la I Guerra Mundial. Fue formado inicialmente para tomar parte en la campaña balcánica antes de ser transferido al frente oriental. En las etapas finales de la guerra, el ejército fue evacuado de  Ucrania antes de ser desmovilizado en noviembre de 1918.

## Historia
El 2.º Ejército fue formado en agosto de 1914 como parte de la movilización de Austria-Hungría y la formación del Balkanstreitkräfte (Fuerzas Armadas Balcánicas) tras su declaración de guerra a Serbia y Rusia, llevando a cabo los planes de preguerra para la formación de seis ejércitos de campo. Como todos los ejércitos de campo austrohúngaros, consistía de un cuartel general y varios cuerpos, junto con algunas unidades independientes. Inicialmente estaba compuesto de los XXI y III Cuerpos, con base en Hermannstadt y Graz, respectivamente, y fue reforzado con los VII y IV Cuerpos el 27 de agosto y 2 de septiembre de 1914. El 2.º Ejército estaba comandado por Eduard von Böhm-Ermolli. El 2.º Ejército ya estaba parcialmente comprometido en la campaña contra el Reino de Serbia cuando se le ordenó ir a Galicia para luchar contra el Imperio ruso. Dado que ya estaba en combate, y debido a dificultades de transporte, solo la mitad de su fuerza pudo cambiarse al nuevo frente.

Abandonó a Potiorek antes de poder conseguir una victoria; retornó Conrad a tiempo para participar en su derrota.
Winston Churchill, sobre la relocalización del 2.º Ejército de Serbia a Galicia

En Galicia, el 2.º Ejército remplazó el 4.º Ejército austrohúngaro como parte del Grupo de Ejércitos Kövess debido a las graves pérdidas que este sufrió en batalla. En octubre fue transferido a la Polonia rusa y tomó parte en las operaciones ahí. En febrero de 1915, el 2.º Ejército fue trasladado a los montes Cárpatos después de que el 3.º Ejército hubiera sido gravemente mutilado ahí a principios de enero en su pretendida ofensiva contra posiciones rusas. En preparación para su ataque, fue reforzado con el VII Cuerpo.
El duro clima y el terreno montañoso de los Cárpatos causó muchos problemas logísticos y causó escasez de suministros al 2.º Ejército. La propagación de enfermedades y las frías temperaturas también afectaron a las tropas de los Habsburgo. Debido a un cambio de tiempo la ofensiva fue diferida hasta finales de febrero. El 2.º Ejército lanzó su asalto a las mismas posiciones que el 3.º Ejército había atacado el mes pasado, a lo largo de las carreteras estratégicas que llevaban a la fortaleza de Przemyśl, pero en un frente más estrecho. Su objetivo era liberar la asediada guarnición en Przemyśl, que había estado atrapada ahí desde la ocupación rusa de Galicia en 1914. Aunque recibieron unidades adicionales para la batalla, las tropas del 2.º Ejército fueron incapaces de abrirse paso a través de las defensas rusas y fueron obligados a retroceder por contraataques. Sufrió graves pérdidas en el proceso. El VII Cuerpo a las órdenes del Archiduque José Augusto se redujo a solo 2000 hombres. Los austrohúngaros continuaron luchando en marzo, y el jefe de Estado mayor general Franz Conrad von Hotzendorf ordenó al V Cuerpo —la unidad más cercana a Przemyśl— liberar la fortaleza. Aunque la guarnición de la fortaleza se había rendido después de un intento fracasado de abrirse paso el 29 de marzo, el 2.º Ejército no fue informado, por lo que se intentó la ofensiva. El V Cuerpo terminó siendo rechazado con enormes pérdidas. Para el fin de la campaña, los 2.º y 3.º Ejércitos habían sido casi aniquilados.
Durante la Ofensiva Kerensky en 1917, el 2.º Ejército fue obligado a retroceder por el 7.º Ejército ruso y posteriormente fue derrotado por el 11.º Ejército en Zolochiv. Para ese tiempo, estaba organizado a las órdenes del Comando Supremo "Este", liderado por el Príncipe Leopoldo de Baviera. El 2.º Ejército ocupó partes de Ucrania en la primavera de 1918 y tuvo su cuartel general en la ciudad portuaria de Odesa. Después fue reorganizado como ejército de ocupación, renombrado Ost-Armee (Ejército del Este). El Mariscal de Campo Böhm-Ermolli fue remplazado por el General de Infantería Alfred Krauss como comandante del ejército en mayo de 1918. Las unidades del Ejército del Este fueron evacuadas de Ucrania en el otoño de 1918, aunque algunas unidades se amotinaron y encarcelaron a sus comandantes. El ejército fue después disuelto en noviembre.

## Orden de batalla en 1914
El orden de batalla del 2.º Ejército a mediados de 1914 fue como sigue.
| Organización del 2.º Ejército en 1914 | Organización del 2.º Ejército en 1914 | Organización del 2.º Ejército en 1914 |
| Ejército                              | Cuerpo                                | División                              |
| ------------------------------------- | ------------------------------------- | ------------------------------------- |
| 2.º Ejército                          | XII Cuerpo                            | 16.ª División de Infantería           |
| 2.º Ejército                          | XII Cuerpo                            | 35.ª División de Infantería           |
| 2.º Ejército                          | XII Cuerpo                            | 38.ª División de Infantería Honvéd    |
| 2.º Ejército                          | III Cuerpo                            | 6.ª División de Infantería            |
| 2.º Ejército                          | III Cuerpo                            | 28.ª División de Infantería           |
| 2.º Ejército                          | III Cuerpo                            | 22.ª División de Infantería Landwehr  |
| 2.º Ejército                          | VII Cuerpo                            | 17.ª División de Infantería           |
| 2.º Ejército                          | VII Cuerpo                            | 34.ª División de Infantería           |
| 2.º Ejército                          | IV Cuerpo                             | 31.ª División de Infantería           |
| 2.º Ejército                          | IV Cuerpo                             | 32.ª División de Infantería           |
| 2.º Ejército                          | (independientes)                      | 11.ª División de Infantería           |
| 2.º Ejército                          | (independientes)                      | 43.ª División de Infantería Landwehr  |
| 2.º Ejército                          | (independientes)                      | 20.ª División de Infantería Honvéd    |
| 2.º Ejército                          | (independientes)                      | 1.ª División de Caballería            |
| 2.º Ejército                          | (independientes)                      | 5.ª División de Caballería Honvéd     |
| 2.º Ejército                          | (independientes)                      | 8.ª División de Caballería            |

## Comandantes
El 2.º Ejército tuvo solo dos comandantes durante su existencia, uno de ellos durante casi toda la guerra.
| Desde          | Rango                 | Nombre                  |
| -------------- | --------------------- | ----------------------- |
| Agosto de 1914 | Mariscal de Campo     | Eduard von Böhm-Ermolli |
| Mayo de 1918   | General de Infantería | Alfred Krauss           |

## Jefes de Estado Mayor
El 2.º Ejército tuvo los siguientes jefes de Estado Mayor.
| Desde           | Rango         | Nombre               |
| --------------- | ------------- | -------------------- |
| Agosto de 1914  | Mayor General | Artur von Mecenseffy |
| Octubre de 1914 | Coronel       | Karl von Bardolf     |
| Mayo de 1918    | Coronel       | Sándor Belitska      |